# El Atuto
El Atuto är en ort i Mexiko.   Den ligger i kommunen Gabriel Zamora och delstaten Michoacán de Ocampo, i den södra delen av landet, 300 km väster om huvudstaden Mexico City. El Atuto ligger 883 meter över havet och antalet invånare är 216.
Terrängen runt El Atuto är huvudsakligen kuperad, men åt sydväst är den platt. Terrängen runt El Atuto sluttar söderut. Runt El Atuto är det ganska tätbefolkat, med 75 invånare per kvadratkilometer. Närmaste större samhälle är Lombardía, 6,6 km söder om El Atuto. I omgivningarna runt El Atuto växer huvudsakligen savannskog.